# Жонкур, Брюно
Брюно Жонкур (фр. Bruno Joncour) — французский политик, депутат Национального собрания Франции.

## Биография
Родился 25 ноября 1953 г. в городе Бизерта — в то время Французский протекторат Тунис. По образованию специалист в области здравоохранения и социального обеспечения.
В 1983 году Брюно Жонкур впервые прошел по списку правых в городской совет Сен-Бриё, после чего на протяжении тридцати лет многократно переизбирался в этот совет сначала как представитель оппозиции, а спустя почти 20 лет, в 2001 году он возглавил правый список и впервые за 39 лет привел его к победе на муниципальных выборах, заняв пост мэра Сен-Бриё.
В 1985 году он впервые баллотировался в Генеральный совет от кантона Сен-Бриё-Уэст и победил кандидата социалистов, вице-мэра Сен-Бриё и депутата Национального собрания Ива Долло. В 1992 году он был переизбран в Генеральный совет.
В ходе муниципальных выборов 2008 года Брюно Жонкур сумел вновь привести правый блок к победе в условиях ожесточенной политической борьбы и сохранил пост мэра, сделав Сен-Бриё самым большим по численности населения городом Франции с мэром  — членом партии Демократическое движение. В том же году он баллотировался в Сенат, но занял на выборах только четвертое место при трех мандатах.
В 2009 году, из-за недовольства жесткой политикой правящей партии Союз за народное движение, он отказался от предложения занять проходное место в едином списке на выборах в Европейский парламент по округу Запад, баллотировался под вторым номером в самостоятельном списке партии Демократическое движение и в Европарламент не прошел. В том же году стал членом Национального исполнительного бюро партии.
В 2010 году Брюно Жонкур возглавил партийный список на региональных выборах в Бретани. Его список получил в сумме только 5,36 % голосов, несмотря на высокие показатели в департаменте Кот-д’Армор, и особенно в Сен-Бриё, и не прошел в региональный парламент.
В 2014 году Брюно Жонкур в третий раз выиграл муниципальные выборы в Сен-Бриё, получив 54,97 % голосов во втором туре при участии трех списков — правого, левого и Национального фронта. Эта победа, в сочетании с результатами в других муниципалитетах агломерации Сен-Бриё, позволили ему также возглавить агломерацию. В июле того же года он возглавил партийный список на выборах в Сенат, но вновь не смог собрать достаточное количество голосов выборщиков.
В мае 2017 года, после того как партия Демократическое движение вступила в альянс с президентской партией «Вперёд, Республика!», Брюно Жонкур баллотировался в Национальное собрание по 1-му избирательному округу как кандидат президентского большинства и одержал победу. Через месяц после этого, в соответствии с законом о невозможности совмещения мандатов, он ушел в отставку с пост мэра Сен-Бриё.                           
В сентябре 2019 года преемница Жонкура на посту мэра Сен-Бриё Мари-Клер Диурон объявила, что поддержит на предстоящих выборах своего руководителя аппарата Корантена Пуальбу. Желая вернуть «свой мандат мэра» Брюно Жонкур принимает решение баллотироваться на муниципальных выборах в 2020 году и объявляет о создании собственного списка при поддержке почти всех муниципальных советников и президента Совета департамента Алена Кадека. В конце концов Брюно Жонкур отказывается возглавить список, но входит в него под пятым номером.
На выборах его список терпит относительную неудачу и набирает 21 % голосов, что на 28 % меньше, чем у его списка 2014 года в первом туре. Когда двум центристским спискам удалось договориться и выставить во втором туре единый список, Брюно Жонкур отказался его поддержать.
6 мая 2022 года он объявил, что не будет баллотироваться на второй срок на парламентских выборах в следующем месяце и поддержит мэра Ильона Мишеля Коссона, который будет избран во втором туре с 52,4 % голосов.

## Занимаемые выборные должности
03.1983 — 28.06.2020 — член совета города Сен-Бриё 

03.1985 — 03.1998 — член Генерального совета департамента Кот-д’Армор 

03.1986 — 03.2010 — член Регионального совета Бретани 

18.03.2001 — 17.07.2017 — мэр города Сен-Бриё 

24.04.2014 — 12.07.2017 — президент агломерации Сен-Бриё 

21.06.2017 — 21.06.2022 — депутат Национального собрания Франции от 1-го избирательного округа департамента Кот-д’Армор